# Liste der Monuments historiques in Villers-le-Rond
Die Liste der Monuments historiques in Villers-le-Rond führt die Monuments historiques in der französischen Gemeinde Villers-le-Rond auf.

## Liste der Objekte
| Bezeichnung                  | Beschreibung                                                       | Standort                      | Kennzeichnung | Schutzstatus | Datum | Bild |
| ---------------------------- | ------------------------------------------------------------------ | ----------------------------- | ------------- | ------------ | ----- | ---- |
| Hauptaltar                   | Altartisch; Kalkstein, Anfang des 13. Jahrhunderts                 | in der Kirche St-Denis (Lage) | PM54001990    | Inscrit      | 1991  |      |
| Skulptur Heiliger Eligius    | Kalkstein, farbig gefasst, Anfang des 17. Jahrhunderts             | in der Kirche St-Denis (Lage) | PM54001988    | Inscrit      | 1991  |      |
| Skulptur Heiliger Sebastian  | Kalkstein, Anfang des 17. Jahrhunderts                             | in der Kirche St-Denis (Lage) | PM54001989    | Inscrit      | 1991  |      |
| Skulptur Madonna mit Kind    | Kalkstein, farbig gefasst, um 1500                                 | in der Kirche St-Denis (Lage) | PM54001994    | Inscrit      | 1991  |      |
| Johannesaltar                | Altartisch; Kalkstein, zweite Hälfte des 14. Jahrhunderts          | in der Kirche St-Denis (Lage) | PM54001991    | Inscrit      | 1991  |      |
| Skulptur Heiliger Dionysius  | Kalkstein, farbig gefasst, 16. Jahrhundert                         | in der Kirche St-Denis (Lage) | PM54001992    | Inscrit      | 1991  |      |
| Skulptur Johannes der Täufer | Eichenholz, farbig gefasst, um 1700; 1994 gestohlen                | in der Kirche St-Denis (Lage) | PM54001995    | Inscrit      | 1991  |      |
| Kreuzigungsgruppe            | Eichenholz, Anfang des 16. Jahrhunderts; vermutlich 1994 gestohlen | in der Kirche St-Denis (Lage) | PM54001993    | Inscrit      | 1991  |      |